# Verchne-Teriberskaja kraftverk
Verchne-Teriberskaja kraftverk (ryska: Верхне-Териберская ГЭС) är ett ryskt vattenkraftverk som dämmer upp floden Teriberka uppströms byn Teriberka i Murmansk oblast, Ryssland.
Kraftverket invigdes 1984. Det ägs och drivs av det ryska energiföretaget TGK-1, ett dotterbolag till Kolskenergo (Kola energi).
Verchne-Teriberskaja kraftverk utnyttjar ett fall på 74 meter i älven. Det har en Kaplanturbin med en installerad effekt av totalt 130 MW.